# Чемпионат мира по плаванию в ластах
Чемпионат мира по плаванию в ластах проводится Всемирной конфедерацией подводной деятельности с 1976 года.
Соревнования проводятся как среди взрослых спортсменов (с 18 лет), так и среди юниоров (12—17 лет).

## Соревнования
| Год  | Дата          | Чемпионат                                | Место проведения   | Участников | Дисциплин       |
| 1976 | 30.08 — 05.09 | Чемпионат мира по плаванию в ластах 1976 | Ганновер           |            | 11 (м) + 10 (ж) |
| 1980 | 05—10.08      | Чемпионат мира по плаванию в ластах 1980 | Болонья            |            | 11 (м) + 10 (ж) |
| 1982 | 24—29.08      | Чемпионат мира по плаванию в ластах 1982 | Москва             |            | 10 (м) + 10 (ж) |
| 1986 | 03—10.08      | Чемпионат мира по плаванию в ластах 1986 | Западный Берлин    |            | 11 (м) + 10 (ж) |
| 1990 | 28.08 — 02.09 | Чемпионат мира по плаванию в ластах 1990 | Рим                |            | 11 (м) + 11 (ж) |
| 1992 | 17—24.08      | Чемпионат мира по плаванию в ластах 1992 | Афины              |            | 11 (м) + 11 (ж) |
| 1994 | 24—31.10      | Чемпионат мира по плаванию в ластах 1994 | Дунгуань           |            | 12 (м) + 12 (ж) |
| 1996 | 18—25.08      | Чемпионат мира по плаванию в ластах 1996 | Дунауйварош        |            | 12 (м) + 12 (ж) |
| 1998 | 29.08 — 06.09 | Чемпионат мира по плаванию в ластах 1998 | Кали               |            | 12 (м) + 12 (ж) |
| 2000 | 01—09.10      | Чемпионат мира по плаванию в ластах 2000 | Пальма-де-Мальорка |            | 12 (м) + 12 (ж) |
| 2002 | 07—16.09      | Чемпионат мира по плаванию в ластах 2002 | Патры              |            | 12 (м) + 12 (ж) |
| 2004 | 24—31.10      | Чемпионат мира по плаванию в ластах 2004 | Шанхай             |            | 12 (м) + 12 (ж) |
| 2006 | 02—16.07      | Чемпионат мира по плаванию в ластах 2006 | Турин              |            | 15 (м) + 15 (ж) |
| 2007 | 27.07 — 06.08 | Чемпионат мира по плаванию в ластах 2007 | Бари               |            | 18 (м) + 18 (ж) |
| 2009 | 20—30.08      | Чемпионат мира по плаванию в ластах 2009 | Санкт-Петербург    | 212        | 18 (м) + 18 (ж) |
| 2011 | 28.07 — 07.08 | Чемпионат мира по плаванию в ластах 2011 | Ходмезёвашархей    | 350        | 18 (м) + 18 (ж) |
| 2013 | 11—21.08      | Чемпионат мира по плаванию в ластах 2013 | Казань             |            | 18 (м) + 18 (ж) |
| 2015 | 15—22.07      | Чемпионат мира по плаванию в ластах 2015 | Яньтай             |            | 18 (м) + 18 (ж) |
| 2016 | 22—28.06      | Чемпионат мира по плаванию в ластах 2016 | Волос              |            |                 |
| 2018 | 14—21.07      | Чемпионат мира по плаванию в ластах 2018 | Белград            |            |                 |
| 2021 | 05—08.07      | Чемпионат мира по плаванию в ластах 2020 | Томск              |            |                 |
| ---- | ------------- | ---------------------------------------- | ------------------ | ---------- | --------------- |

## Чемпионаты мира по плаванию в ластах на длинные дистанции
В 1988—2005 годах также проводился чемпионат мира по плаванию в ластах на длинные дистанции. С 2006 года соревнования на всех дистанциях стали проводиться на едином чемпионате мира.